# Accattone (singolo)
Accattone è un singolo del cantautore italiano Frah Quintale, pubblicato il 19 settembre 2017 come quinto estratto dal primo album in studio Regardez moi.
Il 6 novembre 2017 è uscita una nuova versione del brano remixata dal producer Maiole.

## Tracce
1. Accattone – 2:01